# 조엘 에저턴
조엘 에저턴(Joel Edgerton, 1974년 6월 23일 ~ )은 오스트레일리아의 배우, 영화 감독, 영화 각본가, 제작자이다. 《가디언의 전설》(2010)에서 대악당 메탈비크 역을 맡은 것으로 잘 알려져 있다. 《러빙》(2016)의 리처드 러빙 역 연기로 2017년 제74회 골든 글로브상 드라마 영화 부문 남우주연상 후보에 올랐다.

## 작품 목록

### 영화 출연
- 스타워즈 에피소드 2: 클론의 습격 (2002)
  - 스타워즈 에피소드 3: 시스의 복수 (2005)
- 하드 워드 (2002)
- 네드 켈리 (2003)
- 킹 아더 (2004)
- 킨키 부츠 (2005)
- 스모킹 에이스 (2007)
- 위스퍼 (2007, Whisper)
- 가디언의 전설 (2010) - 메탈비크 역 (애니메이션)
- 애니멀 킹덤 (2010)
- 워리어 (2011) - 브렌던 콘론 역
- 더 씽 (2011) - 샘 카터 역
- 티모시 그린의 이상한 삶 (2012) - 짐 그린 역
- 제로 다크 서티 (2012) - 패트릭 역
- 내 곁에 있기를 (2012, Wish You Were Here) - 데이브 플레너리 역
- 위대한 개츠비 (2013)
- 엑소더스: 신들과 왕들 (2014)
- 라이프 (2015)
- 더 기프트 (2015) - 고든 역 (연출, 각본, 공동 제작 겸임)
- 블랙 메스 (2015) - 존 코널리 역
- 제인 갓 어 건 (2015) - 댄 프로스트 역 (각본 겸임)
- 미드나잇 스페셜 (2016)
- 러빙 (2016) - 리처드 러빙 역
- 잇 컴스 앳 나이트 (2017) (총괄 제작 겸임)
- 브라이트 (2017)
- 레드 스패로 (2018) - 네이트 내시 역
- 그링고 (2018) - 리차드 러스크 역
- 보이 이레이즈드 (2018) (연출, 각본, 제작 겸임)
- 더 킹: 헨리 5세 - 존 팔스타프 역 (각본, 제작 겸임)
- 그린 나이트 (2021)
- 서틴 라이브즈 (2022)
- 마스터 가드너 (2022) - 나블 노스 역

### 영화 연출
- 몽키즈 (2011, Monkeys) - 단편
- 더 기프트 (2015)
- 보이 이레이즈드 (2018)

### 영화 각본
- 더 로버 (2014)

### 텔레비전 출연
- Spellbinder (1995-97)
- 오비완 케노비 (2022)
- 30일의 밤 (2024) - 제이슨 역